# Issah Samir
Issah Samir (født 26. juli 1989) er en ghanesisk amatørbokser, som konkurrerer i vægtklassen bantamvægt. Samir har ingen større internationale resultater, og fik sin olympiske debut da han repræsenterede Ghana ved Sommer-OL 2008. Her blev han slået ud i kvartfinalen af Héctor Manzanilla fra Venezuela i samme vægtklasse Han er bror til bokseren Bastir Samir.